# Heptanthura scopulosa
Heptanthura scopulosa är en kräftdjursart som först beskrevs av Brian Frederick Kensley 1984.  Heptanthura scopulosa ingår i släktet Heptanthura och familjen Expanathuridae. Inga underarter finns listade i Catalogue of Life.